# Amt Dorf Mecklenburg-Bad Kleinen
Amt Dorf Mecklenburg-Bad Kleinen – niemiecki związek gmin leżący w kraju związkowym Meklemburgia-Pomorze Przednie, w powiecie Nordwestmecklenburg. Siedziba związku znajduje się w miejscowości Dorf Mecklenburg.
W skład związku wchodzi dziewięć gmin:
1. Bad Kleinen
2. Barnekow
3. Bobitz
4. Dorf Mecklenburg
5. Groß Stieten
6. Hohen Viecheln
7. Lübow
8. Metelsdorf
9. Ventschow